# Vincent Korda
Pour les articles homonymes, voir Korda.
Dans le nom hongrois Korda Vince, le nom de famille précède le prénom, mais cet article utilise l’ordre habituel en français Vince Korda, où le prénom précède le nom.
Vince Korda, dit Vincent Korda, est un chef décorateur de cinéma, d'origine hongroise, né à Pusztatúrpásztó en Autriche-Hongrie (aujourd'hui Hongrie) le 22 juin 1897, mort à Londres le 4 janvier 1979 . Il fut le collaborateur de ses frères Zoltan Korda et Alexander Korda, ainsi que d'autres réalisateurs de cinéma.

## Biographie
Vincent Korda s'établit en Grande-Bretagne en 1930 avec ses frères. 
Il fut pour eux un décorateur de talent, sachant fort bien réussir les effets de grandes mises en scène pour La Vie privée d'Henry VIII.

## Filmographie partielle
- 1932 : Maryrose et Rosemary (Wedding Rehearsal) d'Alexander Korda
- 1935 : Fantôme à vendre (The Ghost Goes West) de René Clair
- 1938 : Alerte aux Indes (The Drum) de Zoltan Korda
- 1939 : Les Quatre Plumes blanches (The Four Feathers) de Zoltan Korda
- 1940 : Vingt et un jours ensemble (21 Days) de Basil Dean
- 1941 : La Commandante Barbara (Major Barbara) de Gabriel Pascal
- 1941 : Lady Hamilton (That Hamilton Woman) d'Alexander Korda
- 1942 : Le Livre de la jungle (Jungle Book) de Zoltan Korda
- 1945 : Le Verdict de l'amour (Perfect Strangers) de Alexander Korda
- 1954 : La rousse mène l'enquête (Malaga) de Richard Sale
- 1955 : Vacances à Venise (Summertime) de David Lean
- 1955 : L'Autre Homme (The Deep Blue Sea) de Anatole Litvak
- 1960 : Scent of Mystery de Jack Cardiff
- 1962 : Le Jour le plus long (The Longest Day), de Ken Annakin, Andrew Marton et Bernhard Wicki